# 临真公主 (唐宪宗)
临真公主（?—?），唐朝公主，是中国唐朝第十一代皇帝唐宪宗李纯之女。 
初封襄城公主。开成初年，唐文宗想把真源公主、临真公主嫁给士族，却无人响应。文宗感叹：我家二百年天子，难道还不如崔、卢家吗？
文宗将临真公主嫁给卫次公之子卫洙，卫洙官至给事中、驸马都尉、工部侍郎。临真公主在咸通年间去世。  